# Contactcenter
Een contactcenter is een afdeling die gespecialiseerd is in het afhandelen van klantcontacten via diverse communicatiekanalen. In het bijzonder telefonie en communicatie via internet (zoals e-mail, messaging en chat) worden in grote aantallen door contact centers afgehandeld. Ook het monitoren en opvolgen van wat er op sociale netwerken gebeurt, behoort tegenwoordig tot het takenpakket van contactcenters. 
Contactcenters kunnen gericht zijn op het leveren van klantenservice, maar ook nood- en hulpdiensten maken gebruik van contactcenters.  
Door de ontwikkeling van moderne technologieën (van eind twintigste eeuw en begin eenentwintigste eeuw) breidt het takenpakket van een gemiddeld contactcenter zich steeds verder uit. De afgelopen twintig jaar zijn selfservice, 'mijn-omgevingen' en het afwikkelen van klantcontacten via messaging, sms en chat standaard bij vooral middelgrote tot grote ondernemingen.  
Goede informatievoorziening en technologie zijn belangrijke randvoorwaarden voor een effectieve contactcenterorganisatie. Een moderne telefooncentrale, kennisbanken en moderne Customer Relationship Management systemen zijn niet meer uit een modern contactcenter weg te denken. Door deze ontwikkeling beschikt een contactcenter over diverse disciplines in diverse vakgebieden. Men kan hierbij denken aan ICT, planning en contentbeheer. 